# Boys and Girls (film, 1983)
Pour les articles homonymes, voir Boys and Girls.
Pour plus de détails, voir Fiche technique et Distribution.
Boys and Girls est un court métrage canadien réalisé par Don McBrearty et sorti en 1983.
Il a remporté l'Oscar du meilleur court métrage en prises de vues réelles lors de la 56e cérémonie des Oscars.

## Fiche technique
- Réalisation : Don McBrearty
- Scénario : Joe Wiesenfeld d'après une histoire d'Alice Munro
- Production :  Atlantis Films
- Producteur : Janice L. Platt, Seaton McLean
- Image : Alar Kivilo
- Musique : Louis Natale
- Montage : Seaton McLean
- Durée : 22 minutes
- Date de sortie : octobre 1983

## Distribution
- Ian Heath : Laird
- Clare Coulter : Mom
- Megan Follows : Margaret
- David Fox : Dad
- Wayne Robson : Henry

## Distinctions et récompenses
- Oscar du meilleur court métrage en prises de vues réelles[1].